# Viktor von Weizsäcker
Viktor von Weizsäcker (21 april 1886, Stuttgart - 9 januari 1957, Heidelberg) was een Duitse geneeskundige. Hij geldt als grondlegger van de psychosomatische geneeskunde en van de medische antropologie. Hij stamt uit de familie Weizsäcker uit Württemberg. Hij is de zoon van de Württembergse politicus Karl von Weizsäcker en een broer van Ernst von Weizsäcker en hierdoor ook een oom van de Duitse bondspresident Richard von Weizsäcker en van de natuurkundige Carl Friedrich von Weizsäcker.

## Biografie
Als neuroloog-internist werkte Viktor von Weizsäcker een "antropologisch-medische" theorie uit, een discipline die gesteund is op de dialectiek van het neurologisch-experimenteel onderzoek en zijn medische praktijk. Hierbij reserveerde hij een belangrijke plaats voor psychosomatiek, door hem genoemd: ”somatose”. Deze theoretische constructie is verder uitgebouwd door zijn bijdrage in een voortdurende dialoog met de filosofie, zijn engagement in de geneeskunde van het werk en het oprichten van een sociaal verzekeringssysteem in Duitsland, na de Eerste Wereldoorlog.

### Zijn rol gedurende de Tweede Wereldoorlog
Viktor von Weizsäcker werd in 1941 benoemd, in opvolging van Otfrid Foerster, als hoogleraar neurologie en directeur van het Neurologisch Instituut van de Universiteit van Breslau in Silezië. In het neuropathologisch laboratorium in dat instituut werden de hersenen van kinderen, die vermoord waren in de "Kinderfachabteilung" ("kindervakafdeling", een nazi-eufemisme voor een afdeling waar kinderen met bijv. een handicap onvrijwillig "euthanasie" toegepast kregen) van het psychiatrisch hospitaal van Loben (Lubliniec), onderzocht door Hans Joachim Scherer. Het lukte hem om ervandaan te vluchten in januari 1945, en in de maand augustus werd hij tijdelijk directeur van het Fysiologisch Instituut van de Ruprecht-Karls-universiteit in Heidelberg.

## Een “pathische antropologie”
Pathosofie is de naam die hij geeft aan zijn algemene klinische werk. Het gaat over een weten over het lijden, eerder dan een wetenschap over de ziekte. Pathos verwijst daarbij minder naar een pijnlijke passiviteit dan naar “datgene dat ervaren wordt”. Zoals bij de Grieken, een vraag in de zin van “Wat is er met jou aan het gebeuren?”. Het accent ligt op de actieve dimensie van dat wat er bij ons gebeurt. Het gaat over een ervaring zowel uitgevoerd als ondergaan.
“Wat realiseert er zich in de ziekte? Men ziet het al, het is niet de vraag van wat de mens “is” of van wat de geschiedenis van zijn leven “is geweest”, maar dat wat er “is” en dat wat er “geweest is”, het is de wijze waarop dat beleefd is geweest, begrepen en voortgezet in de omgang.”
uit: Gesammelte Schriften in zehn Bänden, 10 Pathosophie, Suhrkamp, 2005, p. 275
Het “pathische zijn” is uiteindelijk in staat zijn om pijn of plezier te ervaren. In filosofische termen hernomen gaat het over een kracht om geraakt te kunnen worden, van toestand te kunnen veranderen. Waarom zo denken, als het niet is om over de ziekte te spreken als een gebeurtenis, eerder dan als een deficit, een gebeuren die onze toestand verandert. Indien de ziekte een vorm van leven is, tezelfdertijd actief als passief, veronderstelt ze een geheel denken van het levende hernomen als pathisch, voor en voorbij elke vorm van nosografie. Leven komt neer op te lijden hebben, met alle geïmpliceerde singuliere modulaties: willen, kunnen, moeten,…
“Het menselijk zijn, in de pathische antropologie, doet zich van het begin voor als onvoldoende, onrijp, onbepaald, defectueus of onmachtig, op zoek naar volheid en verandering, tijdelijk en niet eeuwig, in elk geval niet als het Zijn zelf. Hij is niet een zijn of een ding beperkt tot een “er is iets als”, maar integendeel deze of die die wordt of wilt, durft, kan of moet “worden.”
uit: Gesammelte Schriften in zehn Bänden, 10 Pathosophie, Suhrkamp, 2005, p. 72

## Ontvangst van zijn werk
Begrippen van Weizsäcker zijn overgenomen door denkers als Henri Maldiney, Jacques Schotte, Jean Oury of Bin Kimura.

## Werken vertaald in het Nederlands
- De zieke mens, Van Veen, 1955
- Pathogenetische studies / Lichaamsgebeuren en neurose, Rizoom vzw, 2015

## Werken vertaald in het Frans
- Cycle de la structure, eerste Duitse editie 1933, vertaald vanuit het Duits door Michel Foucault en Daniel Rocher, Parijs, Desclée de Brouwer, 1958, 232 p.
- Pathosophie, eerste Duitse editie 1956, vertaald vanuit het Duits door Joris de Bisschop, Michèle Gennart, Marx Ledoux, Bob Maebe, Christophe Mugnier en Anne-Marie Norgeu, Grenoble, Millon, coll. « Krisis », 2011, 352 p.

## Rond zijn werk in het Nederlands
- De dans van dood en leven, Soemini Kasanmoentalib, Kerckebosch bv - Zeist, 1989.